# Fiat 1300/1500
Los Fiat 1300 y Fiat 1500, concebidos con el código interno de la marca como proyecto 116, son dos automóviles de turismo producidos por el fabricante italiano Fiat entre los años 1961 y 1969.

## Descripción
Inicialmente, el 1300 y el 1500 compartían la misma base y se diferenciaban únicamente en la cilindrada de sus motores, tal como indica la denominación comercial de ambos modelos. 
Estaban disponibles como berlina y familiar y la línea de su carrocería monocasco, de gran habitabilidad dado lo compacto de sus dimensiones y estética americanizada —muy elegante y proporcionada—, recordaba en cierto modo a la del Chevrolet Corvair. 
Supusieron la primera incursión de Fiat en el segmento de los cinco plazas y en muchos aspectos se les puede considerar los verdaderos sucesores de los Fiat 1400/1900, sobre el papel sustituidos por los seis plazas Fiat 1800/2100 de implantación minoritaria y que compartían gran cantidad de elementos mecánicos con los 1300/1500.
Las motorizaciones, de elevado rendimiento y prestaciones privilegiadas frente a la concurrencia, tenían una capacidad de 1295 cc y 1481 cc respectivamente y pertenecían a la familia de motores modulares de Fiat iniciada con los bloques de seis cilindros en línea de la gama Fiat 1800/2100 de 1959. Contaban con cigüeñal de tres apoyos y su diseño modular les permitía compartir carrera (79.5 mm), variando únicamente el diámetro de los cilindros que también es compartido con los motores de seis cilidros, siendo de 77 mm para los motores de 2100 y 1500 cc (por 72 mm en los 1800 y 1300 cc). Rompían con la tradición italiana de las bajas cilindradas motivada por su legislación, estando diseñados desde el principio para alojarse en carrocerías medias. Por esta razón se trataba de una mecánicas muy compactas pese a ser motores de carrera larga.
La distribución se llevaba a cabo mediante un único árbol de levas montado en bloque que sin embargo, mediante un elaborado sistema de taqués, era capaz de mandar las válvulas situadas en V sobre la cámara de combustión hemisférica formando un diseño avanzadísimo en su momento -típico de Lampredi–.
El esquema de suspensiones era el habitual para la época; la delantera independiente a base de triángulos superpuestos, muelles helicoidales, amortiguadores hidráulicos telescópicos, y barra estabilizadora. La posterior era de concepción más convencional, prescindiendo de los ballestines de empuje y reacción de los Fiat 1400/1900 y Fiat 1800/2100 en favor de un esquema hotchkiss tradicional mediante un eje rígido con amortiguadores hidráulicos telescópicos y ballestas como elemento elástico con la única novedad de añadir una barra estabilizadora. 
Fueron concebidos a partir de cero, sin apenas herencia de otras gamas anteriores, por lo que aunque sobre el papel pudieran parecer convencionales, contaban con sofisticados avances como los frenos de disco en las cuatro ruedas y sobre todo, representaron la democratización del uso en coches de gran serie de técnicas avanzadas, aunque no revolucionarias y de acabados de elevada calidad. Precisamente ese esmero en los acabados lastraba levemente sus precios por lo que fueron sustituidos por el Fiat 124, más moderno y barato de producir y marginalmente por el Fiat 125 realizado íntegramente sobre la plataforma del 1500 "C", versión de batalla larga del 1300/1500, aunque con un nuevo puente trasero inspirado en el del Fiat Dino y elementos de carrocería procedentes del 124. 

### Motorizaciones
Los 1300/1500 eran coches con motor delantero montado longitudinalmente con tracción al eje trasero a través de una transmisión manual de cuatro velocidades. Los motores empleados fueron dos versiones del mismo diseño, que difieren en diámetro del cilindro:
- Fiat 1300 - 1295 cc (diámetro 72 x carrera 79,5 mm) OHV 4 cilindros en línea de 60 CV (45 kW; 61 PS) a 5000 rpm (código de motor 116)
- Fiat 1500 - 1481 cc (diámetro 77 x carrera 79,5 mm) OHV 4 cilindros en línea de 73 CV (54 kW; 74 PS) a 5400 rpm (código de motor 115)

## Carrocerías especiales

### Fiat 1500 Coupé y Cabriolet

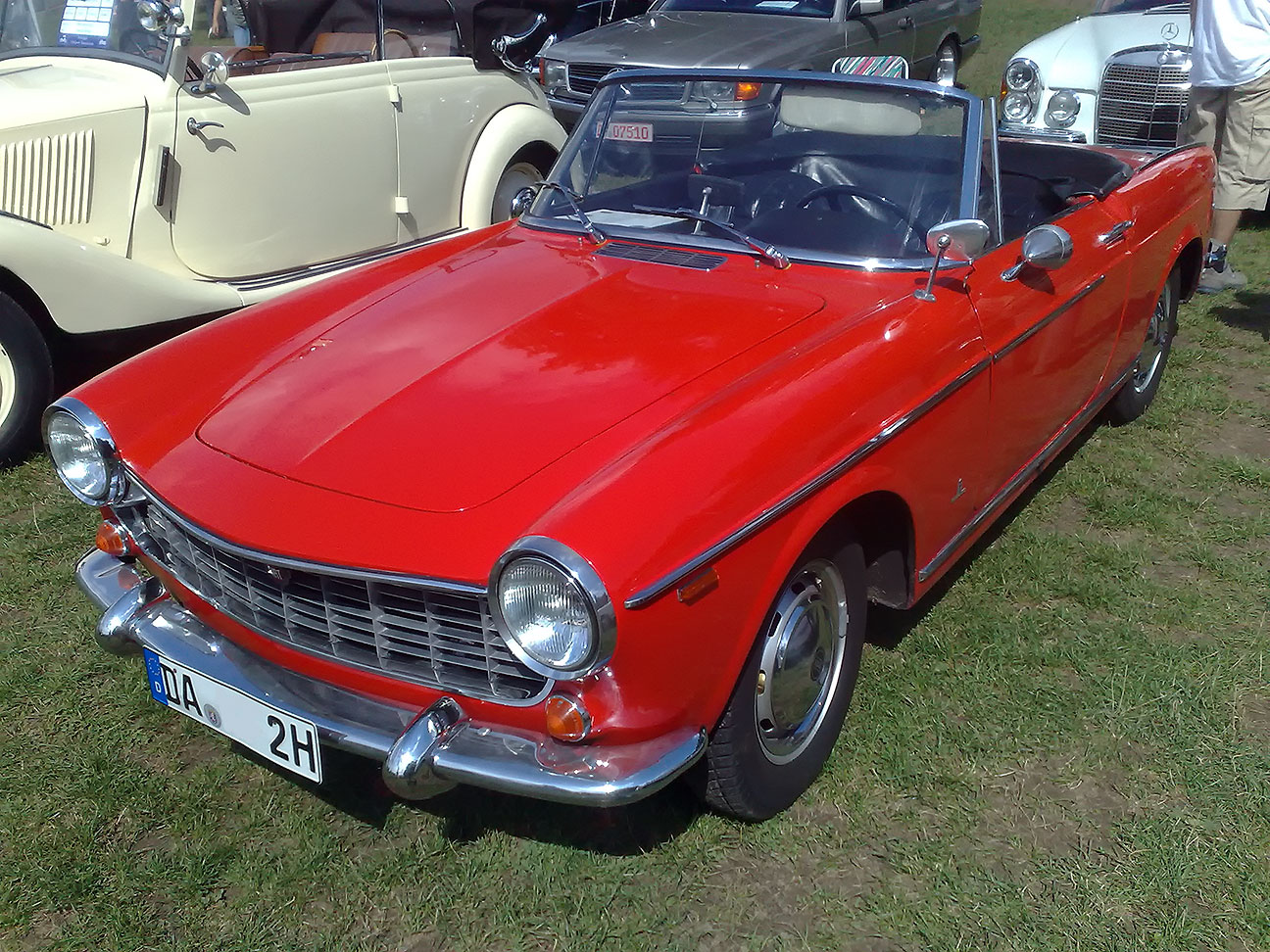
Fiat 1500 Cabriolet Pininfarina

El Fiat «1500 Coupé y Cabriolet» de 1963, versiones cupé y cabriolé, cuyo diseño de carrocería, salido del lápiz de Pininfarina, poco tenía que ver con las berlinas, aunque compartía solamente en la mecánica, ya que el 1500 cupé y cabriolé estaban basada en la plataforma Tipo 103 del Fiat 1200.
Cabe señalar que el Fiat 1500 Coupé Vignale (1966-1974), fabricado exclusivamente en Argentina si fue basado en FIAT 1300/1500 (Tipo 116).

### Fiat 1500 C
El «1500 C» de 1964, variante con la batalla alargada hasta los 2,505 metros; entre otros detalles, cuenta con un interior reestilizado, el rendimiento del motor incrementado a 75 cv (DIN), y equipa un servofreno por depresión.
Mención aparte merece el 1500 L de 1962; variante de cuatro cilindros del Fiat 1800, con el motor de 1481 cc estrenado en el Fiat 1500. Se denominó «Fiat 1500L» aludiendo a la cilindrada, y a la L de «lunga» -largo en italiano-, para diferenciarlo de los 1300/1500, de los que es un modelo completamente distinto, aunque como toda la gama 1800/2100 comparta muchos elementos con los 1300/1500.

## Sustitutos
El 1300 se mantuvo sin apenas modificaciones, y sobrevivió un año a la presentación de su sustituto, el totalmente nuevo Fiat 124 de 1966, mientras que el 1500 evolucionó en 1964 a la variante 1500C, el bastidor del cual se utilizó como base para su sucesor, el Fiat 125, aparecido un año más tarde.

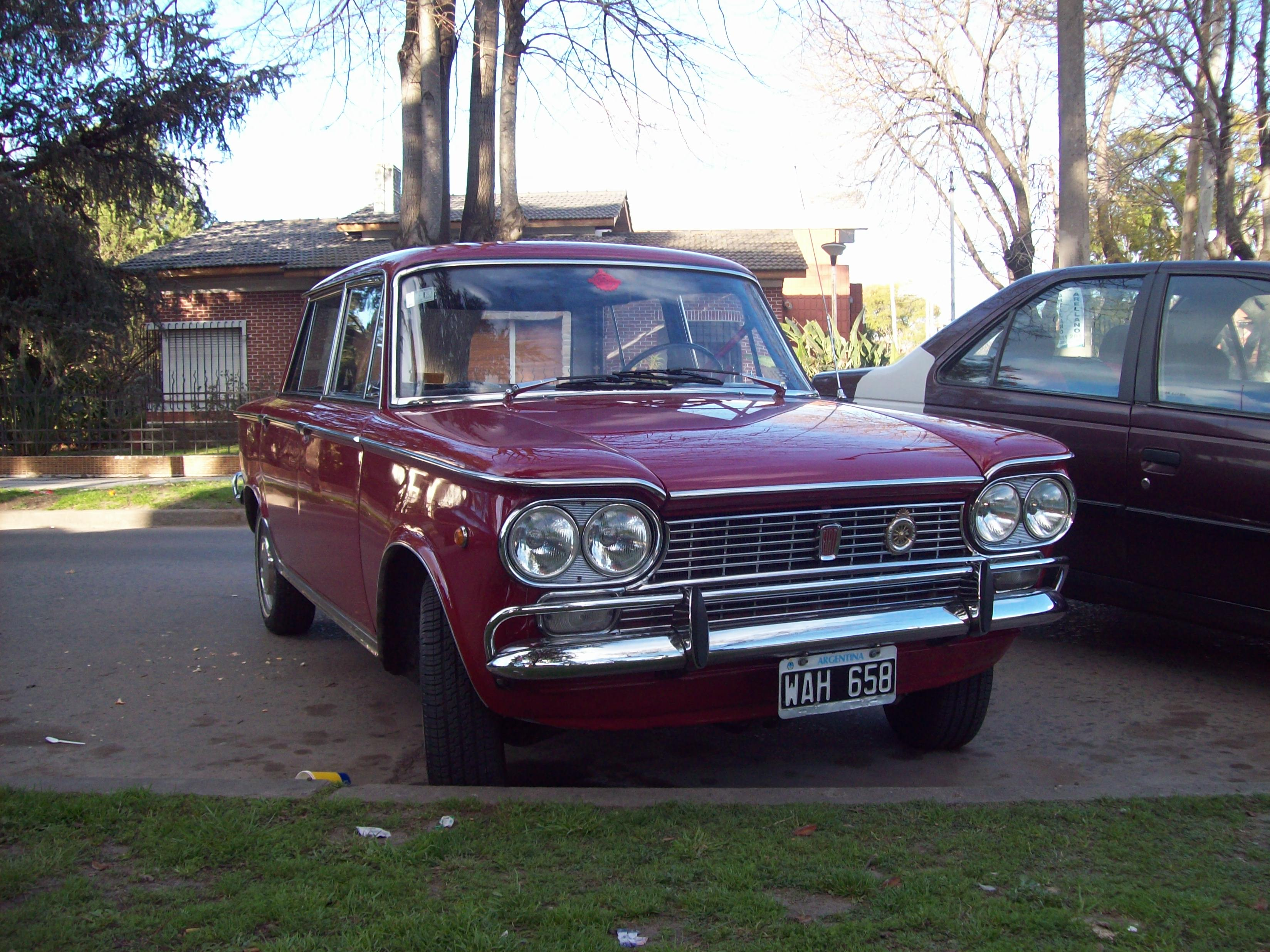
Fiat 1500 argentino.

## El 1300/1500 fuera de Italia
En Europa occidental los 1300/1500 y sus derivados fueron ensamblados también por Neckar Automobil AG, filial alemana de Fiat. En la Europa del este fueron fabricados por el fabricante yugoslavo Zastava, mientras que en Polonia se desarrolló tras el lanzamiento del Fiat 125 un modelo autóctono, el Polski Fiat 125p fabricado por FSO, combinando la carrocería del 125 y la mecánica (motores, cajas de cambios, transmisión, suspensión) del Fiat 1300 inicialmente y luego la del 124 posteriormente.
En Sudamérica fue fabricado en Argentina desde 1963 por Fiat Concord, en versiones berlina, berlina «largo», familiar, pickup «Multicarga» y Coupé Vignale (arriba mencionado), inédita en Italia porque no se vio ni se vendió, ni se exportó para ese país. La producción total de todos los modelos en Argentina fue de 123.059 unidades.
En Colombia se montó el CKD del Zastava 1300 yugoslavo.